# Рєзніков Віктор Михайлович
Рєзніков Віктор Михайлович (1952—1992) — радянський російський композитор-пісняр, поет-пісняр, виконавець. Лауреат фестивалю «Молоді композитори Ленінграда» та всесоюзного телевізійного фестивалю «Пісня року». Лауреат премії «За внесок в розвиток музики» (посмертно) на телевізійному фестивалі «Пісня року-2012». Автор шлягерів «Дворик», «Карточный домик», «Лето без тебя», «Льдинка», «Спасибо, родная», «Телефонная книжка», «Улетай, туча», «Я не умею танцевать». Автор ідеї створення «Radio Record».

## Біографія
Віктор Рєзніков народився 9 травня 1952 року в Ленінграді. У дитинстві захоплювався футболом і займався плаванням. Деякий час займався гімнастикою, баскетболом і шахами. Після закінчення середньої школи вступив до Кораблебудівного інституту в Ленінграді. Захоплювався спортом і музикою, успішно навчався, але через деякий час зрозумів, що у нього інше покликання. Вступив до Ленінградського державного педагогічного інституту ім. О. І. Герцена на факультет фізвиховання і в 1975 році отримав диплом.
Почав писати пісні з 1970 року. Перша пісня називалася «Бродяга Апрель». Одним з перших в СРСР став створювати музику на комп'ютері.
З 1978 року Віктор Рєзніков працював в Державній концертній організації «Ленконцерта», виступав з концертами по містах Росії.
Популярність композитору принесла пісня «Улетай, туча», яку в 1979 році записала найпопулярніша співачка радянської естради Алла Пугачова. Вперше пісня прозвучала в новорічному випуску програми «Блакитний вогник» 1 січня 1980 року.
Влітку 1985 року брав участь в культурній програмі XII Всесвітнього фестивалю молоді і студентів у Москві.
В середині 1980-х років Віктор Рєзніков знайомиться з артистом Михайлом Боярським і створює з ним музичний квартет, до складу якого увійшли також їхні сини — Андрій Рєзніков та Сергій Боярський. У 1986 році популярність квартету принесла пісня «Динозаврики», пізніше — «Домовой», «Ночь, прочь!».
У тому ж році Рєзніков пішов з «Ленконцерта». Співпрацював з ленінградською рок-групою «Марафон» (п/к Віктора Смирнова), солістом якої був Геннадій Богданов.
У 1988 році очолив ленінградську філію Всесоюзного творчо-виробничого об'єднання СПМ «Рекорд».
Віктор Рєзніков — лауреат фестивалю «Молоді композитори Ленінграда» та всесоюзного телевізійного фестивалю «Пісня року» (1985 — «Солдатка» у виконанні Людмили Сенчиної, 1987 — «Карточный домик» у виконанні Ірини Отієвої, а також дві пісні у виконанні Лариси Доліної: «Льдинка» — в 1988 і 1999 роках і в 2000 р. — «Телефонная книжка»).
Пісні композитора виконували провідні співаки та ансамблі радянської естради: Алла Пугачова, Лариса Доліна, Валерій Леонтьєв, Яак Йоала, Анне Вескі, Людмила Сенчина, Тиніс Мяґі, Лайма Вайкуле, Ігор Іванов, Ірина Отієва, ВІА «Пісняри», Роза Римбаєва, Лев Лещенко, Альберт Асадуллин, Володимир Пресняков-молодший, біт-квартет «Секрет», Софія Ротару і багато інших.
Віктор Рєзніков — автор музики до двосерійного музичного комедійного кінофільму «Як стати зіркою» (1986), який отримав великий глядацький успіх.
Брав участь в популярних програмах Ленінградського телебачення, в числі яких «Розіграш», «Новорічний лабіринт», «Музичний ринг» — у 1986 і 1988 (змагався з ленінградським композитором Ігорем Корнелюком) роках, а також неодноразово виступав в музичних передачах Центрального телебачення СРСР: «Утренняя почта», «Шире круг», фестивалі передачі «Програма „А“» (у 1990 році).
У січні 1991 року музичний квартет В. Рєзнікова, М. Боярського і їх синів брав участь в благодійному телемарафоні «Відродження» (збір коштів до фонду міста Ленінграда).

### Хіт-парад «Hot Dance Music»
У листопаді 1988 року, в рамках зустрічі американських діячів мистецтв з молодими радянськими композиторами, що відбулася в СРСР на хвилі перебудови, піснею Рєзнікова «Домовой» зацікавилися американські продюсери. Був написаний англійський текст і нова пісня отримала назву «Don't Stop Now». У червні 1990 року вийшов у світ радянсько-американський альбом Music Speaks Louder Than Words, в який увійшла пісня Віктора у виконанні групи «The Cover Girls». Паралельно у «The Cover Girls» вийшов максі-сингл «Do not Stop Now/Funk Boutique» (1990). Пісня «Don't Stop Now» потрапила до американського хіт-параду танцювальної музики Hot Dance Music журналу «Billboard», поступово піднявшись за кілька тижнів з 43-го місця до 2-го. Для радянського композитора-пісняра це був безпрецедентний випадок. На хвилі успіху Рєзнікову запропонували вступити до Американського товариства авторів, але він відмовився.

### Команда «Старко»
У 1991 році з ініціативи музикантів Віктора Рєзнікова, Юрія Давидова («Зодчие») і Михайла Муромова була створена футбольна збірна естрадних зірок Росії «Старко». Ідея проекту полягала в поєднанні «зоряних» футбольних матчів і масштабних гала-концертів — у благодійних цілях. Першим капітаном команди став Віктор Рєзніков. До складу першої збірної увійшли провідні рок- і поп-співаки і музиканти початку 90-х: Володимир Пресняков-старший і Володимир Пресняков-молодший, Олександр Кутіков («Машина времени»), Михайло Боярський, Михайло Муромов, Юрій Давидов, Юрій Лоза, Сергій Бєліков, Сергій Мінаєв, Валерій Сюткін («Браво»), В'ячеслав Малежик, Кріс Кельмі, Сергій Крилов, Микола Фоменко («Секрет»), Олексій Глизін, Андрій Місін і багато інших. Проект виявився успішним, біографія клубу «Старко» триває. 

Своєму улюбленому виду спорту Віктор Рєзніков присвятив пісні «Футбол» і жартівливу «Запасной».

### Проект «SUS»
У 1991 році була організована радянсько-американська група «SUS» (Soviet Union-United States) — проект В. Рєзнікова і співака, композитора і музиканта Дена Мерілла (Daniel Merrill). До складу групи також увійшли музиканти Steven Boutet, Володимир Густов і Дмитро Євдомаха. У серпні 1991 року Ден Мерілл прилетів до Санкт-Петербурга і колектив записав альбом (якій згодом так і не вийшов). У нього також увійшло кілька вже відомих пісень Рєзнікова, до яких Д. Мерілл написав нові тексти англійською мовою. До пісень «Another Try» і «Place In My Heart» були зняті відеокліпи. Про нову групу на телебаченні пройшла передача. Проект «SUS», що зібрав талановитих музикантів і аранжувальників, мав добрі перспективи. Але трапилася трагедія.
22 лютого 1992 року Віктор Рєзніков на своєму автомобілі потрапив в аварію, яка сталася на очах матері композитора. Більше двох діб Резніков перебував у Військово-медичній академії Санкт-Петербурга, але врятувати його не вдалося. Він помер 25 лютого 1992 на 40-му році життя.
Похований на Комаровському кладовищі, в передмісті Санкт-Петербурга.

### Родина
- Мати — Лілія Юхимівна Рєзнікова, лікар.
- Батько — Михайло Якович Рєзніков
- Дружина — Людмила Олександрівна Кольчугина-Рєзнікова. Генеральний директор Радіо Рекорд, Санкт-Петербург
- Син — Андрій Вікторович Рєзніков. Генеральний продюсер Радіо Рекорд, Санкт-Петербург, генеральний продюсер MTV Russia.
- Дочка — Ганна Вікторівна Рєзнікова.

### Пам'ять
- Вдова композитора Л. Кольчугина-Рєзнікова разом з його друзями заснувала Фонд Віктора Рєзнікова і очолила його. При фонді існує Дитячий музичний театр імені Віктора Рєзнікова. Два рази на рік в дитячому музичному театрі проводяться концерти пам'яті, приурочені до дня народження і дня смерті композитора. Адреса театру: Санкт-Петербург, (рос.)проспект Стачек, буд. 105.
- У квітні 1992 року в Санкт-Петербурзі в БКЗ «Октябрьский» відбувся вечір пам'яті В. Рєзнікова за участю популярних артистів російської естради.
- Композитору присвячений документальний фільм (рос.)«Капитан с „Благодатной“» (1993). Сценарист Діана Берлін, режисер Олена Токмакова.[5]
- У 1990-х роках в Санкт-Петербурзі проводився Міжнародний конкурс молодих композиторів ім. В. Рєзнікова.
- У 1997 році вийшла в світ книга спогадів його матері — Лілії Резникової «Где же ты, мой сыночек, где ты?» (СПб. Изд. дом «Корвус»). Також Лілія Рєзнікова написала пісню, присвячену пам'яті сина.
- Пам'яті Віктора Резнікова присвячено кілька пісень:
  - Олександр Розенбаум — «Штандер (посвящается Виктору Резникову)»
  - Юрій Лоза — «Памяти Виктора Резникова» (1992)
  - В'ячеслав Малежик — «В этом старом доме… (Памяти В. Резникова)»
  - Михайло Боярський — «Реквием (Памяти Виктора Резникова)»
- Рєзнікову був присвячений один з випусків музичної передачі «ДОстояние РЕспублики» (Перший канал (Росія); ефір 28 січня 2011 року), а також багатьох інших телепрограм («Женский взгляд» Оксани Пушкіної; випуск програми «Доброго здоровьица»: «Виктор Резников. Лето без тебя…» (Перший канал (Росія), ефір 19.08.2013) тощо).
- 15 жовтня 2011 року на стадіоні «Коломяги-Спорт» відбувся перший Дитячий футбольний турнір ім. Віктора Рєзнікова серед футбольних команд учнів 3-5 класів шкіл Приморського району Санкт-Петербурга. Турніри проводяться щорічно.

## Пісенна творчість
Всього композитор написав близько ста пісень. Співпрацював з поетами Лілією Виноградовою, Олексієм Ріміцаном, Андрієм Вознесенським (пісні до фільму «Як стати зіркою»), Юрієм Бодровим та ін. Але більшість пісень — на власні вірші Рєзнікова. Багато з них стали шлягерами. Їх виконували і до сих пір виконують популярні співаки радянської, російської та зарубіжної естради.
Найбільш популярні пісні (рос.) та виконавці
- «Another Try», «Cupid Boy», «Merciless Time», «Place In My Heart», «These Eyes» — виконує радянсько-американська група «SUS»
- «Don't Stop Now» — американська група «The Cover Girls»
- «Бегайте трусцой» — Віктор Рєзніков, ВІА «Пісняри»
- «Биочасы» — Валерій Леонтьєв
- «Бумажный змей» — виконували Ірина Понаровська, Алла Пугачова, Дмитро Маліков, рок-гурт «Би-2», Леонід Агутін (також в дуеті з Настею Петрик) та інші…
- «Вроде всё ничего» — Михайло Боярський
- «Дарю, дарю» — біт-квартет «Секрет»
- «Дворик» («Мой дворик») — Віктор Рєзніков, Тиніс Мяґі і рок-група «Мюзік Сейф», Роза Римбаєва, Михайло Боярський, Катерина Суржикова, Марія Кац, Максим Леонідов та багато ін.
- «Дельтаплан» — Лариса Доліна, Софія Ротару
- «Динозаврики» — квартет: Сергій і Михайло Боярські, Андрій і Віктор Рєзнікови
- «Домовой» — квартет: Сергій і Михайло Боярські, Андрій і Віктор Рєзнікови; Лариса Доліна
- «Жемчужина» — Анне Вескі
- «Как дела, старина?» — біт-квартет «Секрет»
- «Как жаль» («Нет тебя со мной») — Віктор Рєзніков, Яак Йоала (також, естонською — «Nii kokku me ei saagi eal», на вірші Kustas Kikerpuu), Анна Широченко, Лоліта Мілявська, Сергій Пєнкін (також, в дуеті з Лолітою Мілявською), Evelin Pange («Nii kokku me ei saagi eal», естонською мовою)
- «Карточный домик» — Віктор Рєзніков, Валерій Леонтьєв, Ірина Отієва, Геннадій Богданов і рок-група «Марафон» (п/к Віктора Смирнова), Михайло Боярський, Тетяна Буланова
- «Кто виноват?» — Валерій Леонтьєв, Ігор Іванов, Ірина Отієва, Наталя Нурмухамедова
- «Ленивый гном» («Гном») — Віктор Резніков, ВІА «Пісняри»
- «Лето без тебя» — Михайло Боярський, Лариса Доліна, Тетяна Анциферова, Владислав Качура, Олег Газманов і група «Візит» (Калінінград), Grisha Urgant, Варвара Візбор
- «Льдинка» — Віктор Рєзніков, Лариса Доліна, Геннадій Богданов і рок-група «Марафон» (п/к Віктора Смирнова), Андрій Рєзніков та Сергій Боярський, група «Ассорти», Саті Казанова, Олександр Панайотов і багато інших…
- «Меняю» (сл. Андрія Вознесенського) — Тиніс Мяґі і Іво Лінна
- «Не беда» — Яак Йоала (також, естонською — «See on hea», автор слів — Valli Ojavere), Михайло Боярський
- «Не жди меня» (сл. Ігоря Кохановського) — Жасмін
- «Не забудь» (сл. Андрія Вознесенського) — Максим Леонідов
- «Не читай между строк» — Віктор Рєзніков, Нагіма Ескаліева; Іво Лінна і рок-група «Rock Hotel» (естонською мовою під назвою «Varjata Head Ei Saa»)
- «Недотрога» — Віктор Рєзніков, Геннадій Богданов і рок-група «Марафон» (п/к Віктора Смирнова), Володимир Пресняков-молодший, Влад Соколовський (також, в дуеті з Нюшею); під назвою «Isha Ahzarit» (івритом) — Максим Леонідов, група «Ассорти»
- «Никогда» — Віктор Рєзніков, Анна Широченко
- «Новый год» — Віктор Рєзніков, Яак Йоала, Лариса Доліна, Батирхан Шукенов; на фестивалі «Пісня року-2012» пісню виконали зірки російської естради Лариса Доліна, Лев Лещенко, Валерій Меладзе та ін.
- «Новый отсчёт» — Анне Вескі (також, естонською — «Maapealne Tee» — на вірші естонської поетеси Leelo Tungal)
- «Ночь, прочь!» — квартет: Сергій і Михайло Боярські, Андрій і Віктор Рєзнікови
- «Остановись» — Віктор Рєзніков, Лариса Доліна, Роман Ємельяненко
- «Перелётная птица» — Лайма Вайкуле (посмертний студійний дует з Віктором Резніковим)
- «Половинка» — Лариса Доліна, Ані Лорак (також, в дуеті з Сергієм Пєнкіним), група А'Студіо і багато інших…
- «Практикантка Катя» — Лариса Доліна
- «Признание» — Віктор Рєзніков, Мар'яна Ганичева, Алла Пугачова, Лариса Доліна, Людмила Сенчина, Валерій Леонтьєв, Ігор Іванов, Роман Ємельяненко, Володимир Пресняков-молодший, Гінтаре Яутакайте, Батирхан Шукенов, ВІА «Надежда», Віталій Кияшко (саксофон), DJ Цветкоff (Олексій Цвєтков) і Алла Довлатова
- «Примета» — Алла Пугачова, Анна Широченко, Тетяна Шатерники (Біларусь)
- «Свет» — Віктор Рєзніков і рок-група «Марафон» (п/к Віктора Смирнова)
- «Снился мне сон» — Лев Лещенко та група «Спектр», Альберт Асадуллин
- «Солдатка» — Віктор Рєзніков, Алла Пугачова, Лариса Доліна, Людмила Сенчина
- «Сонет» («Сонет Шекспира (65)») (сл. Вільяма Шекспіра, переклад С. Маршака) — Віктор Резніков, Валерій Леонтьєв, ВІА «Пісняри»
- «Спасибо, родная» («Спасибо за день, спасибо за ночь») — Віктор Рєзніков, Михайло Боярський, Віктор Салтиков, Дмитро Маліков (інструментальна версія), Ані Лорак («Спасибо, родной мой»)
- «Старый фотограф» — Віктор Рєзніков, Анне Вескі (також, естонською «Fotograaf» — на слова J. Veski)
- «Судьба» — Віктор Рєзніков, Гінтаре Яутакайте, Анна Широченко, Марина Капуро, Анне Вескі (записала дві версії пісні: російською та естонською мовою під назвою «Ei Saatusega Vaidle Ma»)
- «Тандем» — Яак Йоала і ВІА «Радар», ВІА «Пісняри», Нагіма Єскаліева, Лариса Доліна
- «Танцуй со мной» — Віктор Рєзніков, Лариса Доліна
- «Телефон» («Новый телефон») — ВІА «Пісняри», Лариса Доліна
- «Телефонная книжка» — Віктор Рєзніков, Алла Пугачова, Лариса Доліна, Лоліта Мілявська багато інших
- «Ты на пороге замри» — Марина Капуро і Віктор Рєзніков (дует), Марина Капуро і Михайло Боярський (дует)
- «Улетай, туча» — Алла Пугачова, Філіп Кіркоров, ВІА «Ритм» п/к Олександра Авілова (інструментальна версія)
- «Юлия» — Віктор Резніков
- «Я живу» — Валерій Леонтьєв
- «Я забуду о тебе» — Віктор Рєзніков, Анна Широченко, Ольга Юферева, Михайло Боярський, Наталя Шатеєва, DJ Цветкоff і дует «Карамель»
- «Я не умею танцевать» — Віктор Рєзніков, Лариса Доліна, Тиніс Мяґі (також, естонською «Peegel»), Валерій Леонтьєв, Ігор Іванов, ВІА «Надежда», група «Fun2Mass» (відомі також як проект Hotel Atlantique), естонський ВІА «Regatt» (естонською «Peegel»), група «Пилотаж», група «Ассорти», Олександр Ревва і багато інших…

## Фільмографія
Актор
- 1957 — «Серце матері»/«Մոր սիրտը» (актор (епізод, немає в титрах. У дитинстві Віктор Рєзніков разом з матір'ю знявся в епізоді (фінальна сцена в купе поїзда); реж. Григорій Мелік-Авакян)

Композитор:
- 1979 — рос. «А я иду!» (муз. фільм, к/с Лентелефільм; пісню «Лето без тебя» вперше виконав Михайло Боярський)
- 1985 — рос. «Секрет „Лауры“» (док. фільм про ленінградських конструкторів авто; реж. О. Учитель, Ленінградська студія документальних фільмів)
- 1986 — рос. «Как стать звездой» (композитор, вокал (пісня «Бегайте трусцой». У саундтреку картини прозвучали пісні Рєзнікова: «Не забудь», «Как дела, старина?», «Дарю, дарю!», «Меняю», «Признание», «Я живу», «Сонет № 65», «Биочасы», «Карточный домик», «Бегайте трусцой»)
- 1987 — рос. «Вот и ты...» (муз. фільм за участю Лариси Доліної; автор пісень «Телефонная книжка», «Практикантка Катя», «Половинка», «Дельтаплан») та ін.